# Glenn Ståhl
Glenn Leif Ståhl (Värnamo, 25 agosto 1971) è un allenatore di calcio ed ex calciatore svedese, di ruolo difensore.

## Carriera

### Giocatore

#### Club
Ståhl cominciò la carriera con la maglia del Värnamo, per poi passare all'Öster, formazione per cui esordì nell'Allsvenskan. Tornò nuovamente al Värnamo, prima di essere messo sotto contratto dall'Husqvarna. Nel 2001, fu ingaggiato dai norvegesi dello HamKam. Esordì in squadra il 22 aprile, quando fu titolare nel pareggio per 1-1 contro lo Start. Contribuì alla promozione del campionato 2003 e rimase in forza al club fino al 2005. Nel 2006 tornò all'Husqvarna, dove chiuse la carriera nel 2008.

#### Nazionale
Partecipò al mondiale Under-20 1991, con la Nazionale di categoria della Svezia.

### Allenatore
Fu allenatore di Husqvarna e Värnamo. Il 18 settembre 2014, diventò allenatore del Kvik Halden. Ha lasciato l'incarico il 2 novembre 2016.